# Conrad Boye
Conrad John Boye (* 17. November 1907 in Ohio; † 24. November 1993 in San Luis Obispo, Kalifornien) war ein US-amerikanischer Filmtechniker, der auf der Oscarverleihung 1959 mit einem Oscar für technische Verdienste ausgezeichnet wurde.

## Leben
Conrad Boye, einer der Filmtechnikpioniere bei Warner Bros., wurde auf der  Oscarverleihung 1959 zusammen mit George Brown und Fred Ponedel, die ebenfalls bei den Warner Bros. Studios in der Abteilung für Spezialeffekte arbeiteten, mit einem Technical Achievement Award ausgezeichnet „für die Konstruktion und Herstellung einer neuen Schnellfeuer-Kugelpistole“ („For the design and fabrication of a new rapid-fire marble gun“).

## Auszeichnungen
- Oscar für technische Verdienste Klasse III
- Oscarverleihung 1959, zusammen mit Fred Ponedel und George Brown